# Paavo Arhinmäki
Paavo Arhinmäki (né le 13 décembre 1976 à Helsinki) est un homme politique finlandais. Président du parti de l'Alliance de gauche depuis 2009, il est ministre de la Culture et des Sports dans le gouvernement Katainen, avant de rejoindre l'opposition en 2014.

## Biographie
Paavo Arhinmäki est député de la circonscription d'Helsinki au Parlement de Finlande (Eduskunta) depuis 2007.
Il dirige le parti de l'Alliance de gauche depuis 2009.
Fort de son score de 8,1 % obtenu lors des élections législatives de 2011, l'Alliance de gauche rejoint la coalition emmenée par le Parti de la Coalition nationale, et obtient deux portefeuilles au gouvernement : le ministère de la Culture et des Sports et le ministère des Transports.
Le 22 juin 2011, Paavo Arhinmäki est nommé ministre de la Culture et des Sports dans le Gouvernement Katainen.
Paavo Arhinmäki est le candidat de l'Alliance de gauche à l'élection présidentielle de 2012. Il recueille 5,5 % des suffrages au premier tour.